# ゴッセン (カメラ)

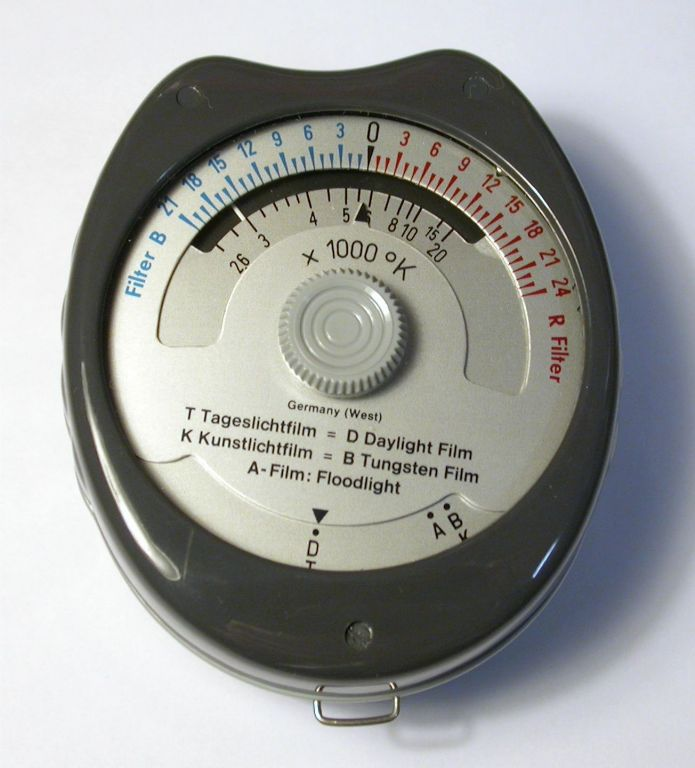
シックスティカラー

ゴッセン（GOSSEN Foto- und Lichtmesstechnik GmbH ）は、ドイツの老舗露出計メーカー。
多くのカメラメーカーへ露出計をOEM供給しており、現在もローライに内蔵露出計を供給している。日本輸入代理店は以前は浜田商会が行なっていたが1997年から駒村商会が行なっている。

## 製品

### 露出計
- シックストマット（Sixtomat ） - セレン光電池式で入射光/反射光切り替え。
- ルナシックス（Lunasix ） - ゴッセンの代表的製品であった。CdS式で入射光/反射光切り替え。反射光の受光角は30°。電池は水銀MR9×2。ルナは月の意で、月の光のような弱い光でも測光できることを表している。
- スーパーパイロット（SUPER PILOT ） - CdS式で入射光/反射光切り替え。ルナシックスを小型化したもの。電池は水銀MR9。
- ルナシックス3（Lunasix 3 ）/ルナプロ（Luna-Pro  ） - ルナシックスをシステムアタッチメント対応としたもの。
- ジナーシックス（Sinarsix ） - フィルムホルダーの代わりに挿入し、その中でプローブを動かすことで大判カメラでTTL測光が可能になる。ジナーと共同開発したものだが他社4×5in判カメラにも使用できる。
- ルナシックスF（Lunasix F ） - ルナシックス3/ルナプロをフラッシュ対応としたもの。システムアタッチメント対応。
- ポリシックス（POLYSIX ） - CdS式で入射光と10°、20°、30°のスポット露出計。電池は単3×2。
- デジフラッシュ（DIGIFLASH ） - フラッシュ光に対応。SPD式でデジタル表示。
- パイロット（PILOT  ）/パイロット2（PILOT 2 ）/シックスチノ（SIXTINO ）/シックスチノ2（SIXTINO ） - 小型露出計。セレン光電池式で入射光/反射光切り替え。別売りパーツでアクセサリーシューにクリップオンできる。ほとんど変更なしに長年販売されていたがシックスチノ2が2002年製造中止。
- バリオシックスF2 - 別売りの専用「5°スポットアタッチメント」を併用すると5°のスポット測光が可能になる。
- SCOUT3 -
- BIX - セレン式露出計。
- シックストマットデジタル（SIXTOMAT digital ） - 入射光/反射光切り替え。SPD式でデジタル表示。電池は単3×1。
- シックストマットフラッシュ（SIXTOMAT flash ） - シックストマットデジタルのフラッシュ光対応版。
- デジプロF（Digipro F ） - シックストマットフラッシュの後継。2008年現在現行。SPD式でデジタル表示。電池は単3×1。
- デジシックス（Digisix 、2002年9月2日発売） - 小型露出計。別売りパーツでアクセサリーシューにクリップオンできる。2003年グッドデザイン賞受賞。2008年現在現行。SPD式でデジタル表示。電池はリチウムCR2032×1。
- スターライト（STARLITE ） - SPD式で入射光、1°、5°のスポット露出計。フラッシュ光に対応。輝度/照度表示。2008年現在現行。暗い場合はバックライトが自動点灯するデジタル表示。

### システムアタッチメント
システムアタッチメント対応の露出計に機能を追加する。
- ラボ（Lab ） - 引き伸ばし露出のための測光が可能になる。
- メス・ゾンデ（Messe-Sonde ） - カメラのピントグラス上で測定することによりTTL測光が可能になる。
- マイクロ（Micro ） - 顕微鏡撮影時の測光が可能になる。
- レプロ（Repro ） - 複写時の測光が可能になる。
- テレ（Tele ） - 7.5°、15°のスポット測光が可能になる。

### 色温度計
色温度を測定する。
- シックスティカラー（SIXTICOLOR ）
- カラーマスター3F（COLORMASTER 3F ） - 2008年現在現行。デジタル表示。